# Ана Неманич
Ана Неманич (на сръбски: Ана Немањић) е сръбска княгиня, съпруга на великия княз Стефан Неманя. В края на живота си става монахиня под името Анастасия, а след смъртта ѝ е канонизирана от Православната църква и паметта ѝ се почита на 22 юни.

## Произход
Произходът ѝ не е изяснен, като различни източници сочат различни варианти. Най-старият източник, която я споменава, е Доментиан, сръбски монах агиограф (ок. 1210 – † след 1264), който я описва като: „принцеса, дъщеря на византийския император“, но тъй като единствено Роман IV Диоген управлява между 1068 и 1071 г., тази генеалогия изглежда невъзможна.
Мавро Орбини я споменава като дъщеря на босненски бан вероятно бъркайки я със съпругата на Мирослав Завидович, която е сестра на босненския бан Кулин.
Йован Раич я представя като дъщеря на бан Борич, което не е подкрепено от никакъв източник.
Архимандрит Иустин Попович (1894 – 1979) смята, че е дъщеря на Мануил I Комнин, който след конфликта си с Урош II Примислав му провожда дъщеря си за скрепяване на мира.
Според други теории Ана е унгарска или франкска принцеса.

## Семейство
От брака си със Стефан Неманя Ана Неманич има няколко деца:
- Вукан Неманич, велик княз на Сърбия
- Стефан Първовенчани (1165 – 1228), крал на Сърбия
- Сава Сръбски (1175 – 1235), сръбски архиепископ
- Ефимия, съпруга на епирския деспот Мануил Комнин
- дъщеря с неизвестно име, съпруга на управителя на Скопие Тихомир Асен и майка на българския цар Константин Тих